# Encyclia phoenicea
Encyclia Phoenicea es una especie de orquídea epífita endémica de Cuba.

## Descripción
Plantas epifitas o litófitas, con pseudobulbo. Hojas de 1-3, lanceoladas, coriáceas, de 25- 35 cm de largo por 1,5-3 cm de ancho. Inflorescencia terminal, de hasta 80 cm de largo, muy variable el número de flores que pueden llegar hasta 25. Las flores varían mucho en forma, tamaño y color dependiendo de las condiciones climáticas donde se desarrolle la planta. Generalmente crece sobre árboles o arbustos, pero en ocasiones se le puede encontrar sobre rocas. 
Esta especie florece desde abril hasta diciembre; la época de floración presenta una marcada variación actitudinal, ya que desde abril hasta septiembre florece en las zonas llanas, por debajo de los 300 m de altitud y desde agosto hasta diciembre las que se hallan en las zonas montañosas por encima de esta altitud. 
En horas tempranas de la mañana las flores despiden una fuerte fragancia que se puede percibir hasta 5 metros de distancia, cuyo fin es atraer a las abejas Xylocopa cubensis, las cuales se encargan de la polinización. El aroma de estas flores, que muchas personas asocian a otras sustancias como el chocolate o la vainilla, ha dado lugar a su nombre común de Orquídea de Chocolate. 
El color de la flor varía notablemente en dependencia de las condiciones en que crezca la planta; el color será más o menos intenso en relación con la insolación, y el tamaño de las mismas se relaciona con la humedad, pues a orillas de los ríos, o en condiciones de elevada humedad la inflorescencia y las flores son muy grandes y, por el contrario, en matorrales secos la inflorescencia y las flores son más pequeñas. Entre las orquídeas cubanas esta especie es también el caso más evidente de la gran variabilidad en el tamaño, forma, color y olor de la flor. Aún es necesario estudiar con profundidad cuáles son los factores que provocan estos cambios. 

## Distribución
Esta planta se encuentra en todo el territorio cubano.

## Taxonomía
Encyclia Phoenicea fue descrita por (Lindley) Neumann..
Etimología
Ver: Encyclia
Phoenicea epíteto latino